# Államcímer

Magyarország mai államcímere

Az államcímer (vagy országos címer) egy ország hivatalos címere. Attól függően, hogy milyen tartományok címereit tartalmazza, lehet kiscímer, középcímer és nagycímer. Minden országnak van államcímere, melyet csak az állam hatóságai viselhetnek. Ez heraldikailag nem mindig helytálló, mint például Olaszország mai államcímere vagy az egykori Szovjetunió és a többi szocialista ország címere, továbbá olyan mai, elsősorban Európán kívüli államok jelképei, melyekben a heraldika nem eresztett mély gyökeret.
Egy adott ország államcímere leggyakrabban az uralkodócsalád címeréből fejlődött ki. A középkorban a tartományurak minden egyes tartomány címerét külön-külön viselték, mely a zászlójukon is megjelent. Ezzel párhuzamosan fejlődtek ki a tartománycímerek (németül Landswappen), általában az uralkodóház családi címeréből, akárcsak az államcímer, mely az ország feletti uralom szuverenitását fejezte ki. Idővel az államcímer az uralkodó tényleges és névleges uralma alatt álló összes tartomány címerét magában foglalta.
A Habsburg monarchiában minden ún. nagy monarchiának háromféle államcímere volt: nagy-, közép- és kiscímere. A nagycímer az összes Habsburg tartomány címerét tartalmazta; a középső csak az adott ország legfontosabb tartományainak címereit, míg a kiscímert csak az adott ország címere képezte: Magyarország címerén a kettős keresztes-vágott pajzs, Ausztriában a Habsburg-Babenberg-Lotaringiai címer a kétfejű sas mellén, Csehországban a cseh oroszlán. A címerleírásnál nem szükséges pl. az állami nagycímer közismert mezőit külön-külön leírni, elégséges azok nevét is felsorolni (pl. Magyarország, Csehország, Morvaország, Stájerország stb.). A 18. századi teljes magyar nagycímer összesen öt kispajzsot és 22 mezőt tartalmazott.

## Irodalom

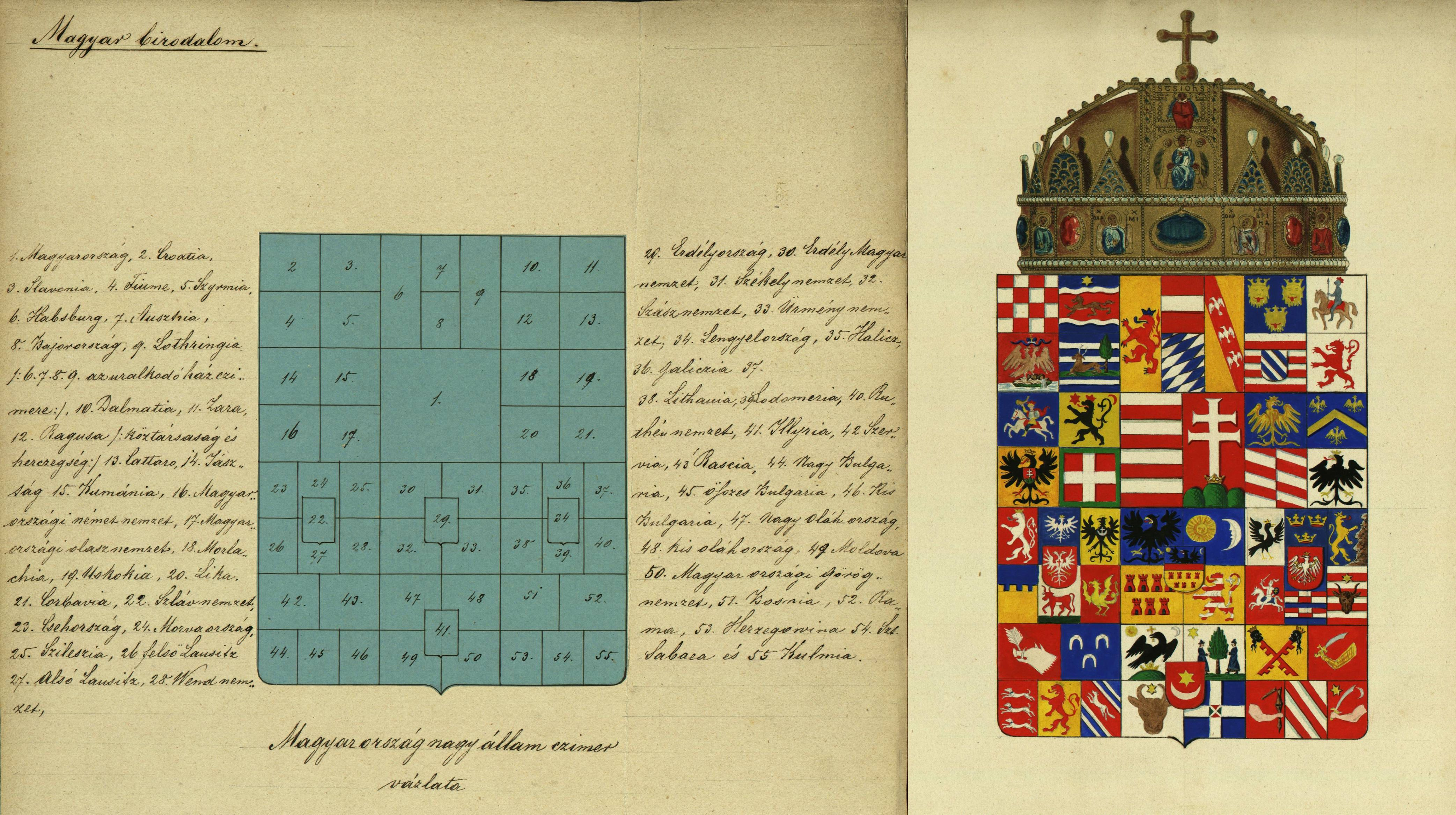
Altenburger Gusztáv "teljes" nagycímerének terve

## Lásd még
- Középcímer,
- Kiscímer,
- Kossuth-címer,
- Boglárpajzs
- Igénycímer